# Mount Dallmann
Mount Dallmann – szczyt w Conrad Mountains w Orvin Mountains na Ziemi Królowej Maud we wschodniej Antarktydzie, o wysokości około 2485 m n.p.m.
Odkryty przez niemiecką wyprawę (1938–1939) pod kierownictwem Alfreda Ritschera (1879–1963). Nazwany na cześć Eduarda Dallmanna (1830–1896), kierownika pierwszej niemieckiej wyprawy w rejon Antarktyki (1873–1874).